# S'busiso Nkosi
S'busiso Romeo Nkosi (Barberton, 21 de enero de 1996) es un jugador sudafricano de rugby que se desempeña como wing y juega en los Sharks del Super Rugby. Es internacional con los Springboks desde 2018.

## Selección nacional
Rassie Erasmus lo convocó a los Springboks para disputar los test matches de mitad de año 2018; debutó contra La Rosa y les marcó un doblete.
En total lleva hasta el momento 10 partidos jugados y 8 tries marcados (40 puntos).
Nkosi fue nombrado en el equipo de Sudáfrica para la Copa Mundial de Rugby de 2019. Sudáfrica ganó el torneo y derrotó a Inglaterra en la final.

## Palmarés y distinciones notables
- Campeón de la Currie Cup de 2018.
- Rugby Championship 2019[3]
- Copa Mundial de Rugby de 2019[4]